# Thiên Tuấn
Thiên Tuấn (chữ Tạng: ཐེན་ཅུན་རྫོང་; Wylie: then cun rdzong, tiếng Trung: 天峻县; bính âm: Tiānjùn Xiàn) là một huyện thuộc Châu tự trị dân tộc Mông Cổ & dân tộc Tạng Hải Tây, tỉnh Thanh Hải, Trung Quốc.

### Trấn
- Tân Nguyên (新源镇)
- Mộc Lý (木里镇)
- Giang Hà (江河镇)

### Hương
- Khoái Nhĩ Mã (快尔玛乡)
- Chu Quần (舟群乡)
- Tri Hiệp Mã (知合玛乡)
- Tô Lý (苏里乡)
- Sinh Cách (生格乡)
- Dương Khang (阳康乡)
- Long Môn (龙门乡)